# Шамаш (мифология)
Ша́маш (Шамшу, от корня Ш-М-Ш) — божество солнца у ассирийцев и вавилонян в древности. Имя его писалось идеограммой, обозначавшей «Владыка дня». Как божество второй части суток (они начинались с вечера), он уступал в значении божеству луны Сину и даже назывался иногда его «слугой». Однако это не мешало его высокому повсеместному почитанию.
Главными центрами его культа были Сиппар и Элассар. В Элассаре его храм существовал ещё в V тысячелетии, но первый впоследствии затмил его и был предметом забот как вавилонских и касситских, так и ассирийских и халдейских царей, вплоть до Набонида, который накануне крушения Нововавилонского царства отреставрировал его, ища помощи у древнего бога. Оба храма называются E-barra — «Дом сияния».
В молитвах и гимнах Шамаш назывался «царём, врачевателем, праведным судьёй». Считалось, что он подаёт свет, даёт полям плодородие, людям — благосостояние, пленных освобождает и даже воскрешает мёртвых.
Изображался Шамаш в виде старца с длинной бородой, с высоким тюрбаном на голове; он сидит на троне в наосе, на крыле которого помещаются два возницы, управляющие движением солнечного диска, помещённого на пьедестале перед наосом. На цилиндрах иногда попадаются изображения Шамаша, выходящего из горизонта через открытые двумя духами врата.
В йеменской мифологии Шамс (от того же семитского корня) — ипостась богини солнца или самостоятельное солнечное божество.